# Adenophora taurica
Adenophora taurica là loài thực vật có hoa trong họ Hoa chuông. Loài này được Vladimir Sukachev mô tả khoa học đầu tiên năm 1931 dưới danh pháp Adenophora liliifolia subsp. taurica. Năm 1950 Sergei Vasilievich Juzepczuk nâng cấp nó lên thành loài độc lập.